# سد تلوار (بيرتاج)
سد تلوار (بالفارسية: سد تلوار) هي قرية تقع في إيران في قسم بیرتاج الريفي. يقدر عدد سكانها بـ 0 نسمة بحسب إحصاء 2016.